# Meistera ochrea
Meistera ochrea là một loài thực vật có hoa trong họ Gừng. Loài này được  Henry Nicholas Ridley mô tả khoa học đầu tiên năm 1899 dưới danh pháp Amomum ochreum. Năm 2018, Jana Leong-Škorničková và Mark Newman chuyển nó sang chi Meistera mới được phục hồi.

## Phân bố
Loài này có trong khu vực bao gồm Malaysia bán đảo và Sumatra.

## Mô tả
Thân cao và mập. Lá thuôn dài, dài 0,9 m (3 ft) và rộng 18 cm (7 inch), đỉnh rộng có mấu nhọn nhẵn nhụi, cuống lá hầu như không phân biệt rất dày, rất dày, dài 1,3 cm (0,5 inch), lưỡi bẹ thuôn dài tù. Cụm hoa dạng bông hình cầu ngắn, thuôn dài khi thành quả, cuống dài 3,8 cm (1,5 inch). Lá bắc hình mũi mác dài 3,8 cm (1,5 inch), mỏng. Lá bắc con hình ống, dài 1,3 cm (0,5 inch), rìa có lông. Hoa lớn màu vàng. Đài hoa dài như tràng hoa, ống dài 2,5 cm (1 inch), các thùy hình mũi mác gần tù, 3 gân, đầu có lông. Ống tràng hoa với các thùy dày thuôn dài tù, rộng 1,9 cm (0,75 inch), mặt lưng có mui che rộng. Môi rất lớn, dài trên 2,5 cm (1 inch), xoắn, rìa có răng cưa màu vàng. Bao phấn thuôn dài 1,3 cm (0,5 inch). Quả hình cầu lớn mọng nước màu xanh lục được các bướu ngắn che phủ.